# Leonor Marchesi
Leonor Marchesi es una cantante argentina de rock, actualmente radicada en España.

## Biografía
Comenzó a temprana edad cantando folklore, tango y blues, estudió guitarra desde los 6 años, y durante su adolescencia asistió al Conservatorio Nacional de Buenos Aires, donde adquiere una formación de cantante lírica.
Con Osvaldo Grecco (guitarra), Fernando Ortega (bajo) y Marcelo Leonardi (batería) forma Púrpura a principio de los 80s. El grupo graba un demo y tiene la oportunidad de ser invitado al festival B.A. Rock '82, que tendría lugar a fines de ese año.
Tras la participación de Púrpura en este concierto multitudinario, tienen la ocasión de grabar su primer disco Púrpura 1, el cual es editado por la multinacional Vértigo en 1983.
Tras un segundo LP, Púrpura 2, editado en 1984, la banda se disuelve a fines de ese año, y Marchesi forma un grupo llamado Noche de Brujas, aunque el proyecto queda trunco, y Leonor decide emigrar a España, al ser convocada para reemplazar a Azuzena Martín-Dorado Calvo en el grupo Santa.
Con Santa graba el álbum "Templario", en los Mediterraneo Studios de Ibiza, al tiempo que la banda comparte cartel con nombres como Barón Rojo, Obús o Ángeles del Infierno.
Sin embargo este sería el último disco de Santa, la banda se separa y Leonor vuelve a Buenos Aires, aunque retornaría a España para grabar un disco en solitario: "Encrucijada", lanzado en España en 1992 y en Argentina al año siguiente.
En 1998 es editado "Rosas de metal", su segundo álbum en solitario.
Leonor Marchesi reside en Madrid, y se ha abocado últimamente al estudio de la musicoterapia, y a un proyecto musical llamado Onliryca, al tiempo que imparte clases de canto en la madrileña zona de Majadahonda.
En 2013 edita el disco Reloj de Arena con su nueva banda, Onliryca. Junto a  Juan Revilla, guitarrista y productor argentino corresponsable de este proyecto, quien ya estuvo presente en “Rosas de metal”. Juan y Leonor son, por tanto, los dos pilares sobre los cuales está construido Onliryca.
En 2019 edita un nuevo disco como solista: Alterblu junto a Germán Núñez a la guitarra, bajo y programaciones y Mariano López a la batería. Fue grabado en Frenesí Studios de Madrid. Mezclado y masterizado en La Caldera Estudio de Buenos Aires.

## Discografía

### Con Púrpura
- Púrpura 1 (1983)
- Púrpura 2 (1984)

### Con Santa
- Templario (1986)

### Solista
- Encrucijada (1992)
- Rosas de metal (1998)
- Alterblu (2019)

### Con Onliryca
- Reloj de arena (2013)